# Ingeborg Jacobson
Pour les articles homonymes, voir Jacobson.
Ingeborg Jacobson (née le 19 mars 1915 à Berlin, morte en décembre 1942 à Auschwitz) est une résistante allemande au nazisme, membre de l'Église confessante d'origine juive.

## Biographie
Jacobson vient la famille d'un médecin juif qui s'est converti au protestantisme. Elle fréquente la Volksschule puis le Gymnasium. En 1930, elle est confirmée à la Christuskirche de Berlin-Oberschöneweide, puis devient membre d'un groupe biblique de filles dans lequel l'engagement chrétien à la charité inconditionnelle envers tous ceux qui sont persécutés et opprimés est enseigné et vécu. Plusieurs chrétiens d'origine juive s'y rassemblent. Après l'abitur, elle suit une formation commerciale et travaille au bureau du fabricant de papier Fripa.
Lors de la nuit de Cristal, elle est certainement témoin de la façon dont des hommes de la SA sont entrés par effraction dans l'appartement de ses parents et attaquent sa mère. Ce soir-là, elle s'enfuit chez son amie, Maria Barkhof, et passe la nuit avec elle. Le père n'est pas déporté pour le moment car, en tant que porteur de la croix de fer, il appartient aux « juifs privilégiés ».
Charlotte Friedenthal, qui travaille pour le surintendant Martin Albertz à la direction de l'Église confessante, recrute Jacobson comme secrétaire du bureau Grüber. À partir d'octobre 1938, elle aide d'abord au presbytère de Berlin-Kaulsdorf. De décembre 1938 jusqu'à la fermeture du "bureau du pasteur Grüber" le 19 décembre 1940, elle est secrétaire en chef.
À partir de 1939, Jacobson dot utiliser le prénom supplémentaire Sara et à partir de septembre 1941, elle doit porter l'étoile jaune. Heinrich Grüber lui avait promis qu'il l'aiderait à émigrer si la situation empirait, une promesse qu'il n'est plus en mesure de tenir en raison de sa propre arrestation. D'autres confidents prônent l'émigration par la Suisse, mais les autorités bernoises refusent. Après la fermeture du bureau de Grüber, Jacobson transmet les noms de ceux qui avaient déjà été pris en charge par Helene Jacobs afin qu'ils puissent continuer à être pris en charge par un groupe de l'Église confessante de Berlin-Dahlem. Pendant ce temps, elle participe à un cours sur l'ordination laïque. Cette formation est destinée à permettre d'effectuer des œuvres ecclésiastiques dans la région de l'émigration (conformément à l'idéologie de la déportation).
À partir de 1942, Jacobson doit faire du travail forcé dans une usine de Berlin-Alt-Treptow. Sans aucune notification préalable, le père, la mère et la fille Ingeborg sont arrêtés pour être déportés en novembre 1942. Mais son entreprise la réclame, elle revient le lendemain. Les parents sont déportés au camp de concentration d'Auschwitz le 29 novembre. Elle-même est emmenée au camp de transit de la Große Hamburger Straße en décembre. De là, elle est déportée à Auschwitz le 9 décembre 1942 et assassinée.

## Commémoration
Le 20 mars 2009, des Stolpersteine sont posées pour Inge Jacobson et ses parents devant son ancienne maison à Berlin, Kurfürstenstrasse 99, aujourd'hui Budapester Straße (de) 39/41.